# ぷちこのおしえて! ほっけみりん。
『ぷちこのおしえて! ほっけみりん。』は、アニメ『デ・ジ・キャラット』の登場人物プチ・キャラット（通称ぷちこ）役の声優・沢城みゆきがパーソナリティを務めたインターネットラジオ。略称ほっけ。
2000年3月から2003年3月と、2004年4月から2004年9月まで、全163回が、ラジオ大阪V-STATIONのサイトから配信された。

## 概要
- 独立したいくつかのコーナーからなる。各コーナーは約10分で、それぞれ別ファイルとして配信された。
- 正式な出演者は沢城みゆき1人だけだが、基本的にラジオ大阪のデ・ジ・キャラット関連番組の後に同じスタジオで収録されているため、出演者もスタジオに残り、スタッフとともに沢城にツッコミを入れる。残っている出演者は氷上恭子と真田アサミ、時期によっては小桜エツ子、中井まれかつ。

## コーナー
2000年3月 - 2003年3月
- みゆきちの中学生日記 - 近況報告、フリートーク。
- コンビニング・ナウ - コンビニエンスストアで買ってきたもの（主に食べ物）についてトーク。
- 沢城は見た! - 映画評論 (時に映画以外のものも)。淀川長治を模した「さよなら、さよなら、さよなら」という言葉でコーナーを締める。
- みゆきのアテンション・プリーズ♪ - 中学卒業にともない、中学生日記と入れ替わりで開始。

2004年4月 - 2004年9月
- みゆきのHappyNewEar♪

## CD
一部新録を加えたトークCDがラジオ大阪から発売された。一般流通には乗っていないが、ラジオ大阪の通信販売やゲーマーズなどで買うことができた。
- 『ぷちこのおしえて! ほっけみりん。祝! 沢城みゆき合格スペシャル!!』(2001)
- Vol.1『ぷちこのおしえて! ほっけみりん。2001 夏。』(2001)スペシャルゲスト: 名塚佳織
- Vol.2『ぷちこのおしえて! ほっけみりん。2002 冬。』(2002)
- Vol.3『ぷちこのおしえて! ほっけみりん。2002 春。』(2002)
- Vol.4『ぷちこのおしえて! ほっけみりん。2002 夏。』(2002)
- Vol.5『ぷちこのおしえて! ほっけみりん。2003 春。おしまいなんですけどSpecial』(2003) 2枚組
- Vol.6『ぷちこのおしえて! ほっけみりん。2004 夏。終わりじゃなかったみたいでSpecial』(2004)スペシャルゲスト: 名塚佳織,三瓶由布子